# Đường ống dẫn khí đốt Hy Lạp-Bulgaria
Đường ống dẫn khí đốt Hy Lạp-Bulgaria (IGB) là một đường ống dẫn khí đốt tự nhiên hiện đang nối mạng lưới đường ống dẫn khí đốt của Hy Lạp và Bulgaria.  Nó được đưa vào hoạt động vào ngày 1 tháng 10 năm 2022.
Nó được đưa vào hoạt động vào ngày 1 tháng 10 năm 2022.

## Tuyến đường
Công suất của tuyến ống dẫn từ 3 đến 5 tỷ m3 / năm với khả năng chảy ngược. Các điểm kết nối là Komotini, Hy Lạp và Stara Zagora, Bulgaria. Chiều dài của đường ống sẽ khoảng 180 km (150 km ở Bulgaria, 30 km ở Hy Lạp). Đường kính ống được đề xuất là 32 "(813mm). Một đường ống như vậy có thể tốn từ 200 đến 250 triệu Euro để xây dựng.

## Mục đích
Dự án phù hợp với chiến lược chung của EU về an ninh nguồn cung dựa trên thị trường, trong đó kêu gọi kết nối hai chiều của lưới điện quốc gia và đặc biệt để tạo ra Hành lang khí phía Nam. Trong khi công suất của dự án IGB không đáp ứng đầy đủ công suất dự kiến trong Hành lang khí phía Nam, nó sẽ thực sự đa dạng hóa các nguồn cung cấp khí đốt tự nhiên cho Bulgaria và giúp các nước trong khu vực phụ thuộc vào nhập khẩu của Nga được tiếp cận nhiều hơn tới thị trường khí đốt tự nhiên toàn cầu.  Khí đốt tự nhiên của Azerbaijan cũng bắt đầu được thông qua toàn bộ tuyến đường này.

## Phát triển Dự án
Vào ngày 14 tháng 7 năm 2009, Biên bản ghi nhớ đã được ký kết giữa Công ty Năng lượng Bulgaria EAD, Edison (Ý) và DEPA, trong đó xác định các nguyên tắc phát triển và hiện thực hóa dự án. Vào tháng 1 năm 2011, một công ty liên doanh "ICGB" AD đã được đăng ký bởi cùng các đối tác mà sẽ xây dựng, sở hữu và vận hành đường ống. Dự án bắt đầu vào năm 2017. Công trình xây dựng bắt đầu vào đầu năm 2020 và dự kiến hoàn thành vào tháng 6 năm 2022.  Đường ống dẫn hoàn toàn hoạt động kể từ ngày 1 tháng 10. 